# Arbeitsgericht Nienburg

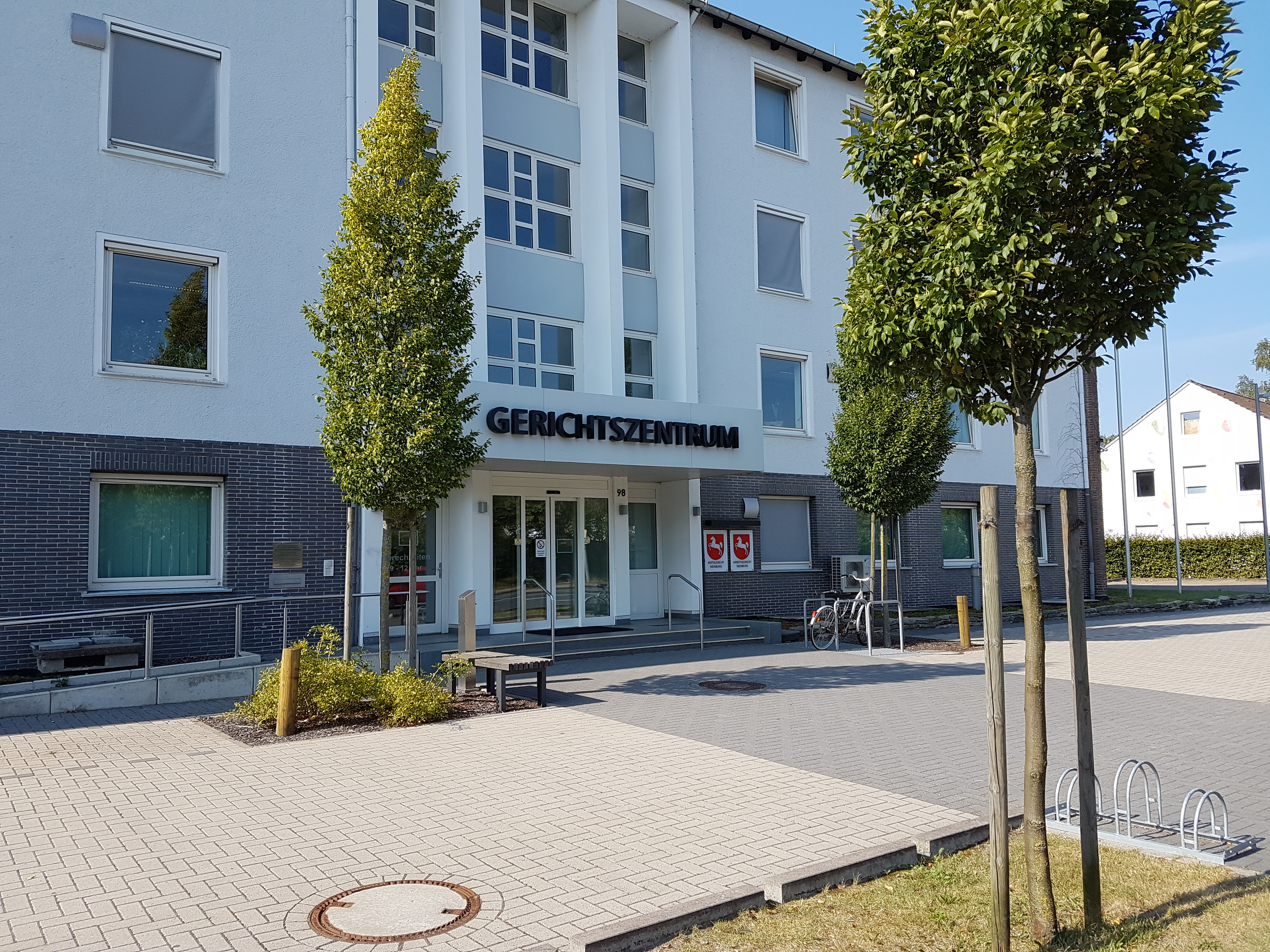
Gerichtsgebäude

Das Arbeitsgericht Nienburg ist eines von 15 Arbeitsgerichten in Niedersachsen und hat seinen Sitz in Nienburg/Weser. Es ist zuständig für Arbeitsrechtsstreitigkeiten in den Landkreisen Diepholz und Nienburg/Weser.
Jährlich werden etwa 1400 Klagen eingereicht.

## Instanzenzug
Dem Arbeitsgericht Nienburg ist das Landesarbeitsgericht Niedersachsen mit Sitz in Hannover übergeordnet. Die darauf folgende Instanz ist das Bundesarbeitsgericht in Erfurt.

## Gerichtsgebäude
Das Gericht war auf dem Gelände der ehemaligen Mudra-Kaserne am Amalie-Thomas-Platz untergebracht und befindet sich seit dem 13. August 2012 im Gebäude des Gerichtszentrums Nienburg.

## Geschichte
Gemäß Arbeitsgerichtsgesetz vom 23. Dezember 1926 wurden in Deutschland Arbeitsgerichte gebildet. Diese waren nur in der ersten Instanz organisatorisch selbstständige Gerichte, die Landesarbeitsgerichte waren den Landgerichten zugeordnet. Am Landgericht Hannover entstand so 1927 das Landesarbeitsgericht Hannover als eines von drei Landesarbeitsgerichten im Bezirk des Oberlandesgerichtes Celle. In Nienburg entstand das Arbeitsgericht Nienburg. Sein Sprengel umfasste die Bezirke der Amtsgerichte Nienburg, Stolzenau und Uchte. Es bestand jeweils eine Kammer für Arbeiter, für Angestellte und für Handwerk.
Nach der Besetzung Deutschlands durch die Alliierten wurden 1945 zunächst alle Gerichte geschlossen. Die ordentlichen Gerichte wurden schon bald wieder eröffnet, während die Arbeitsgerichte zunächst nicht wieder eingerichtet wurden, so dass arbeitsgerichtliche Streitigkeiten von den ordentlichen Gerichten erledigt werden mussten. Gemäß Kontrollratsgesetz 21 vom 30. März 1946 sollten in Deutschland Arbeitsgerichte aufgebaut werden. Das Arbeitsgericht Nienburg entstand so neu.